# كارين كلارك
كارين أليشيا كلارك (من مواليد 7 أكتوبر 1971) هي عداءة كندية متقاعدة متخصصة في سباقات 100 و200 متر .
ولدت في مونتيغو باي ، جامايكا ، لكنها مثلت نادي المسار كالغاري سبارتانز .  وفي بطولة عموم أمريكا للناشئين عام 1989 ، فازت بالميدالية البرونزية في كل من 100 و 200 متر. 
في بطولة العالم عام 1991 تنافست في كل 100 و 200 متر، وفشلت في التقدم.  جنبا إلى جنب مع روزي Edeh ، شيريل ألين وشارما كروكس احتلت المركز السادس في تتابع 4 × 400 متر .  في أولمبياد 1992 ، تنافست دون الوصول إلى النهائي في كل من التتابع 100 و 200 و 400 × 400 متر . 
شاركت أيضا في 60 مترا دون الوصول إلى المباراة النهائية في 1991 و1993 و1995 بطولة العالم في الأماكن المغلقة .  أصبحت كلارك بطلة بطولة كندا لطول 100 متر في الأعوام 1991 و1993 و1995. و بطلة 200 متر في 1991 و 1992 و 1995. 

## روابط خارجية
- كارين كلارك على موقع الاتحاد الدولي لألعاب القوى (الإنجليزية)
- كارين كلارك على موقع الاتحاد الكندي لألعاب القوى (الإنجليزية)
- كارين كلارك على موقع اللجنة الأولمبية الدولية (الإنجليزية)
- كارين كلارك على موقع أوليمبيديا (الإنجليزية)
- كارين كلارك على موقع اللجنة الأولمبية الكندية (الإنجليزية)